# Heinrich Wilhelm Behrens
Heinrich Wilhelm Behrens (* 7. September 1873 in Bremen; † 16. Mai 1956 in Bremen) war ein deutscher Architekt.

## Biografie

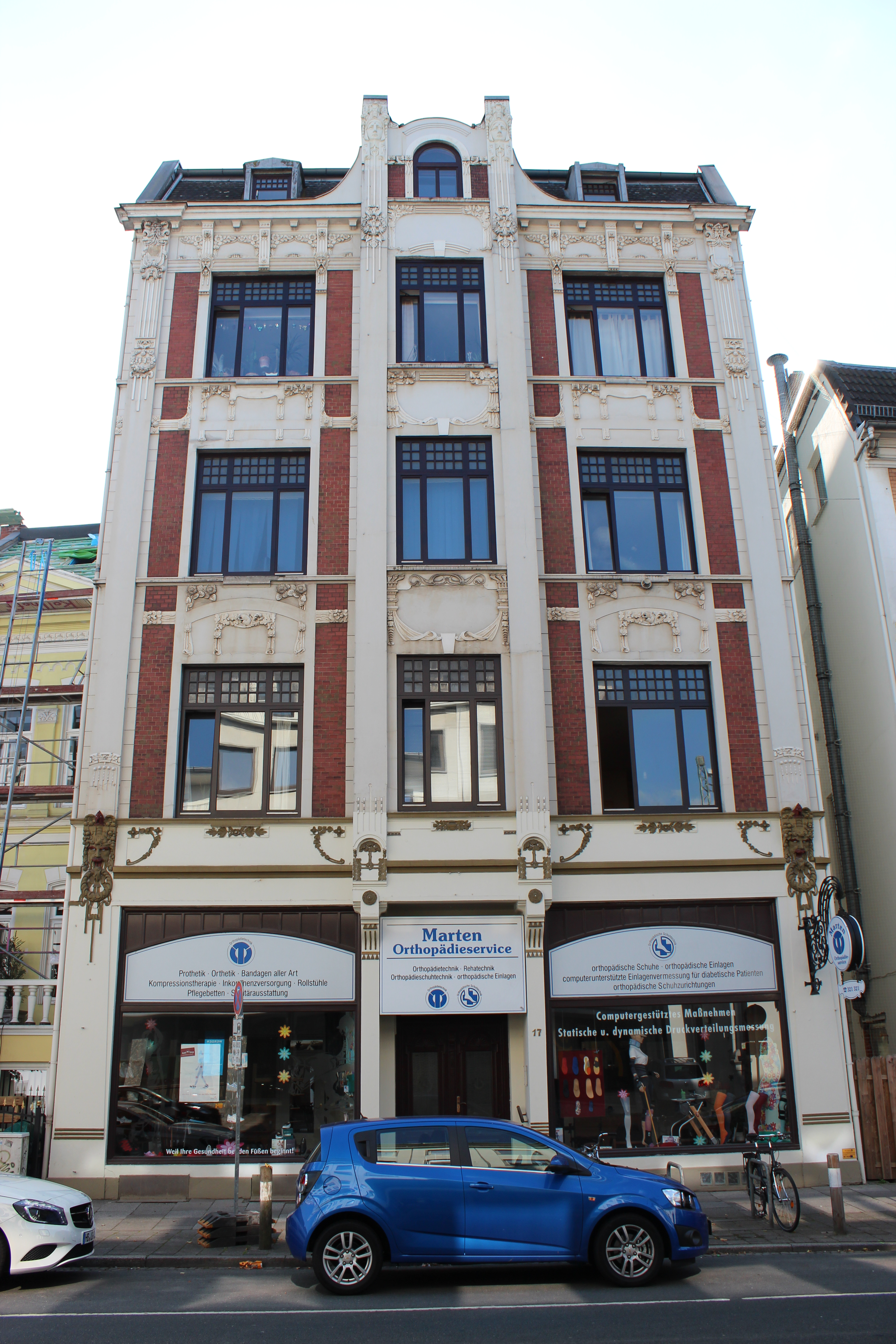
Geschäftshaus der Apparatefabrik Laudel (unter Mitarbeit von Behrens)

Behrens war der Sohn eines Maurermeisters. Er machte nach der Volksschule eine Lehre als Maurer und studierte danach von 1892 bis 1893 an der Baugewerkschule Holzminden und bis 1895 an der Technischen Hochschule Charlottenburg. Er arbeitete von 1900 bis 1902 im Architekturbüro von Albert Dunkel in Bremen und war bei dem Umbau der Kunsthalle Bremen (1900–1902) und dem Geschäftshaus der Apparatefabrik Laudel, Außer der Schleifmühle 17 (1900), eingesetzt.
Ab 1902 war Behrens selbständig tätig. 1904 plante er den Bau des Krematoriums auf dem Riensberger Friedhof in Bremen-Schwachhausen. Im Jahr 1907 gründete er zusammen mit Friedrich Neumark die Architektengemeinschaft Behrens & Neumark, die zahlreiche Wohn- und Geschäftshäuser plante und realisierte; sie bestand bis zur Emigration Neumarks 1938. In dem Büro im Haus Langenstraße 128/130 war 1910–1911 auch der Architekt und spätere Bauhauslehrer Ludwig Hilberseimer als Mitarbeiter tätig.
Nach dem Krieg war Heinrich Wilhelm Behrens am Wiederaufbau vieler Gebäude in Bremen beteiligt und wurde zum Vorsitzenden der Ortsgruppe Bremen des wiedergegründeten Bundes Deutscher Architekten (BDA) gewählt.
Soweit die von Behrens & Neumark ausgeführten Gebäude nicht im Zweiten Weltkrieg zerstört wurden, stehen die meisten unter Denkmalschutz (auf der Liste der Kulturdenkmäler in Bremen-Mitte).

## Ehrungen
- 1953: Verdienstkreuz (Steckkreuz) der Bundesrepublik Deutschland

## Bauten und Entwürfe

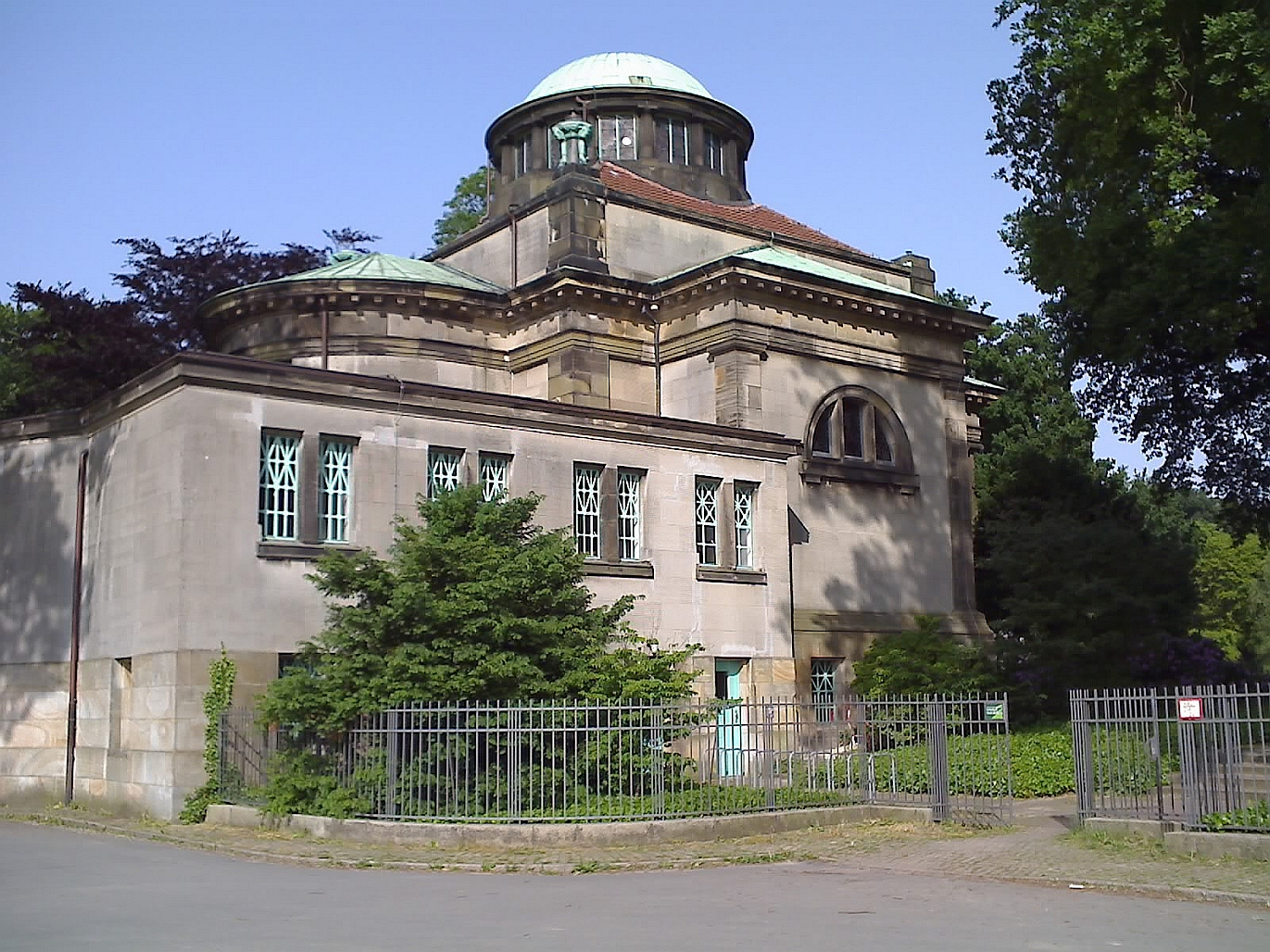
Krematorium auf dem Riensberger Friedhof

- 1899: Wettbewerbsentwurf für das König-Albert-Museum in Chemnitz (prämiert mit einem von zwei 3. Preisen)[1][2]
- 1903: Sudhaus der Brauerei Remmer in Bremen, Buntentorsteinweg 120[3]
- 1903: Wohnhausgruppe Osterdeich 87–91 in Bremen-Peterswerder
- 1905–1906: Krematorium auf dem Riensberger Friedhof in Bremen-Schwachhausen[4]
- um 1905: Realschule in Brake[2]

### Mit Friedrich Neumark (1907 bis 1938)

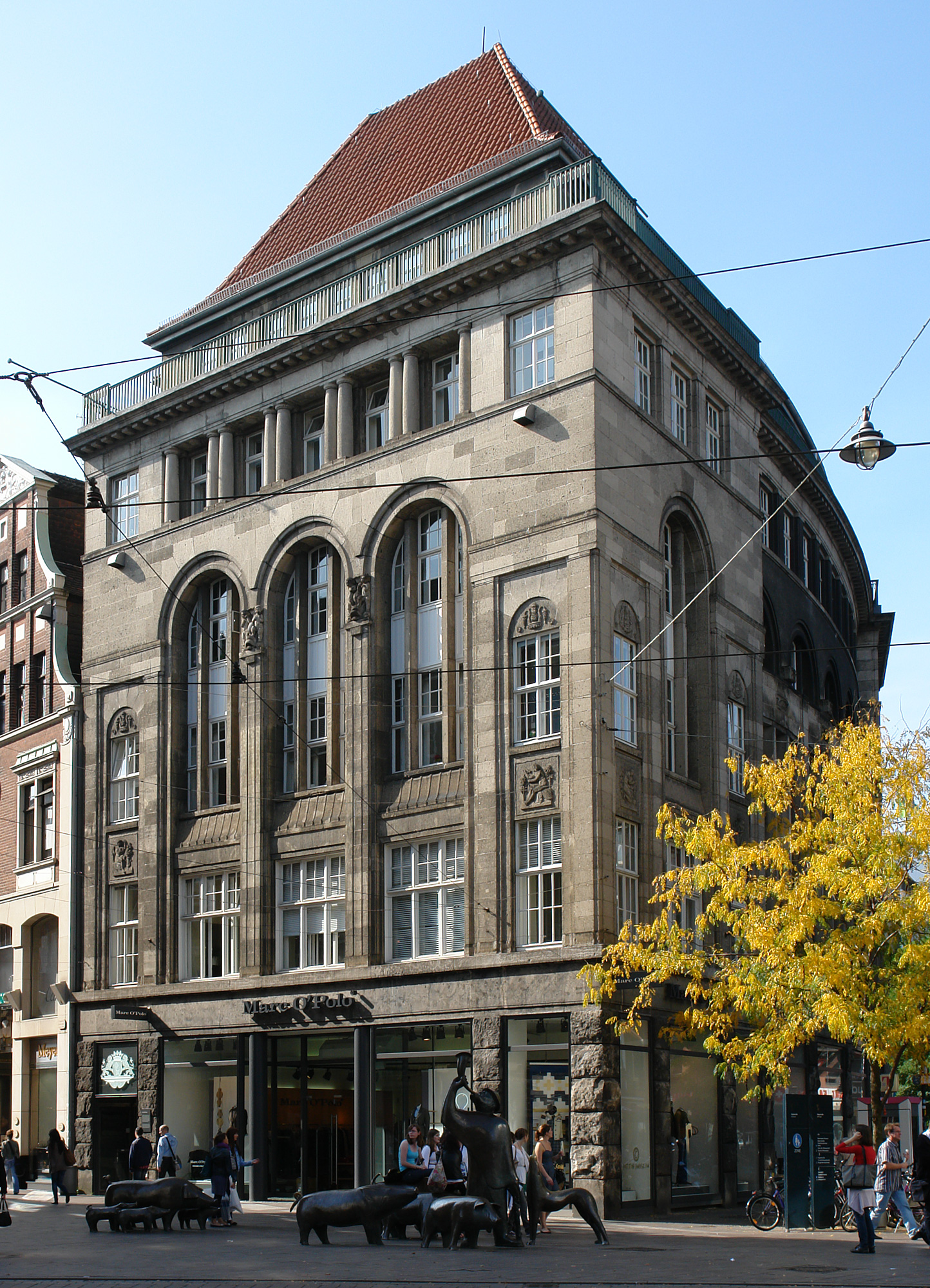
Seidenhaus Koopmann in Bremen

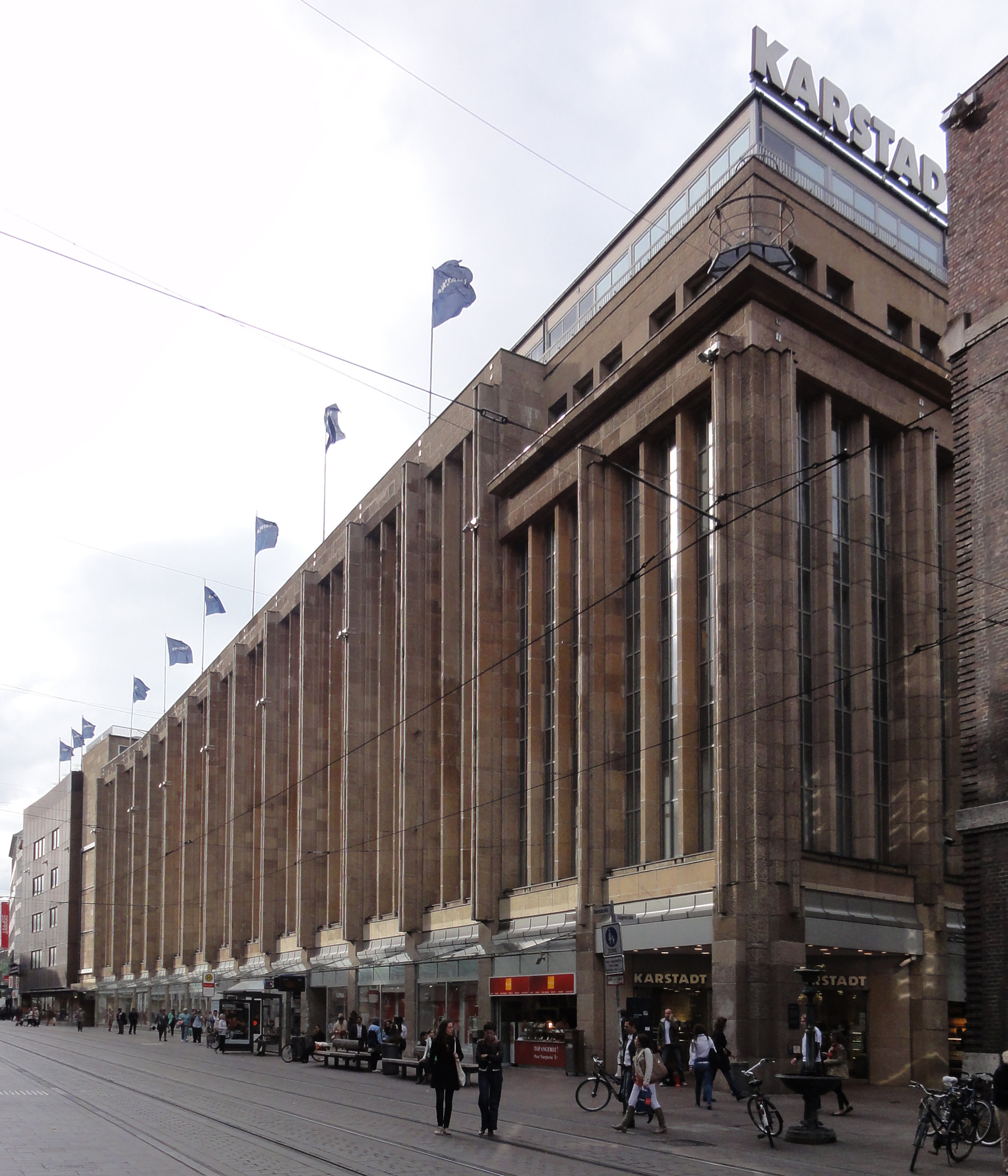
Warenhaus Karstadt in Bremen

- 1908: Haus für Ferdinand Behrens in Bremen, Albersstraße 13
- 1909: Grabmal eines Familienbegräbnisses auf der Grabmal-Kunstausstellung auf dem Doventhorsfriedhof in Bremen (Nr. 37; Bildhauerarbeiten von Heinrich Erlewein, Bremen)[5]
- 1908: Wettbewerbsentwurf für ein Altenheim der Egestorff-Stiftung in Tenever[2]
- 1908: Landhaus in Bremen-Aumund[2]
- 1909: Büro- und Geschäftshaus Amerikahaus in Bremen, Bahnhofstraße 6[2]
- 1909–1921: Mehrfamilienhaus-Bebauung Rembertistraße 28–32 in Bremen[2]
- 1910: Wohnhaus Baumschulenweg 9 in Bremen[2]
- 1910–1911: Wohnhaus Schwachhauser Ring 151 in Bremen[2]
- 1910–1912: Gebäude der Bank für Handel und Gewerbe in Bremen, Langenstraße 3/5 (heute Kaufhaus Peek & Cloppenburg)
- 1911: Wettbewerbsentwurf für den Neubau der Kaiserbrücke über die Weser in Bremen[6]
- 1911–1912: Wohnhaus Schwachhauser Ring 78 in Bremen[2]
- 1911: Umbau des Geschäftshauses des Bankvereins für Nordwestdeutschland in Bremen, Langenstraße 4–6[7]
- 1912: Kaufhaus Heymann & Neumann in Bremen, Obernstraße (zerstört)[2]
- 1911–1912: Geschäftshaus für Stallmann & Harder in Bremen, Am Wall 175–177[2]
- 1911: Geschäftshaus Seidenhaus Koopmann in Bremen, Sögestraße 62/64[2]
- 1911–1913: Bavariahaus in Wilhelmshaven[8]
- 1913–1914: Verwaltungsgebäude für die Deutsche Dampfschiffahrtsgesellschaft „Hansa“ in Bremen, Martinistraße (heute Haus der Handelskrankenkasse)[2]
- 1914 bzw. 1917: Wettbewerbsentwurf für ein Krematorium in Magdeburg[9][10]
- 1916: Arbeiteramt der AG Weser in Bremen, Ludwig-Plate-Straße (späteres „Lichthaus“)[2]
- 1916: Speisehaus (Kantine) der AG Weser in Bremen, Schiffbauerweg[2]
- 1923: Verwaltungsgebäude der Brauerei Beck & Co. in Bremen, Am Deich[2]
- um 1923: Kino an der Hansastraße in Bremen[2]
- 1923: zwei Wettbewerbsentwürfe für den Ausbau des Finanzamts Mitte in Bremen (beide prämiert)[11]
- 1924: Haus Lindemann in Bremen, Wachtstraße[2]
- 1925: Wohnhäuser in Bremen-Horn, Alten Eichen 7, 19, 20, 22, 32 und 40[2]
- 1925: Wohnhaus Horner Heerstraße 16 in Bremen[2]
- 1926: Fabrik für die Deutsche Libby GmbH in Leer[2]
- um 1927: Kino Metropol in Bremen, Ansgaristraße (abgerissen)[2]
- 1927: Wohnhaus Wachmannstraße 82 in Bremen[2]
- 1927: Erweiterung des Krematoriums auf dem Friedhof Riensberg[4]
- 1927–1928: Haus Buermeyer in Bremen, Weserstraße 78[2]
- 1928: Bankhaus Friedrich Brüning in Bremen, Domsheide[2]
- 1928: Geschäftshaus für Brinckmann & Lange in Bremen, Obernstraße 3 / Sögestraße 1[2]
- 1929: Kaufhaus Leffers, Faulenstraße 58/60 (1944 zerstört)[2]
- 1930–1932: Warenhaus Karstadt in Bremen, Obernstraße / Sögestraße[2]
- 1933: Wohnhaus an der Lüder-von-Bentheim-Straße in Bremen
- 1936–1937: Wohnhausgruppe Niedersachsendamm 6-21 in Bremen-Huckelriede

### Nach 1945
- 1951: Filiale der Sparkasse Bremen an der Kornstraße[2]
- 1951: Kontorhaus an der Jacobistraße in Bremen (mit W. Zaag)[2]
- 1955: Geschäftshaus für Hinrichs & Co. in Bremen, Am Wandrahm[2]
- 1957: Geschäftshaus am Breitenweg in Bremen[2]
- 1957: Bankgebäude der Commerzbank in Bremen, Schüsselkorb[2]